# Mihail Pavlovics Romanov orosz nagyherceg
Mihail Pavlovics Romanov (oroszul: Великий князь Михаи́л Па́влович Романов; Szentpétervár, 1798. február 8. (január 28.) – Varsó, 1849. szeptember 9. (augusztus 28.)), a Holstein–Gottorp–Romanov-házból származó orosz nagyherceg, a cári hadsereg tisztje, az Államtanács tagja. I. Pál orosz cár és Württembergi Marija Fjodorovna cárné gyermeke, I. Sándor és I. Miklós orosz cárok legifjabb testvére. Ő volt a Régi Mihajlovszkij-palota építtetője.

## Élete

### Származása és ifjúkora
Mihail Pavlovics nagyherceg Pál cár és Zsófia Dorottya württembergi hercegnő utolsó gyermekeként, egyben negyedik fiaként született egy tízgyermekes családba 1798 februárjában. Mihail nagyherceg volt az egyetlen fiúgyermek a családból, aki édesapja trónra kerülése után jött világra; bátyjai ugyanis mind 1796. novemberét megelőzően születtek. A nagyherceg kisgyermekként szoros testvéri viszonyt alakított ki legfiatalabb nővérével, Anna Pavlovna nagyhercegnővel; ez a kapcsolat még akkor is fennmaradt, mikor a nagyhercegnő házassága révén Hollandia királynéja lett és elköltözött Oroszországból. A nagyherceg bátyjai közül Nyikolaj Pavlovicshoz állt a legközelebb, akiből később I. Miklós néven orosz cár vált.
Mihail Pavlovics vidám, tréfakedvelő ember hírében állt. Természete ugyanakkor meglehetősen ellentmondásos volt, minthogy édesapjához hasonlóan mindenhol megkövetelte a poroszos szigorú, merev rendszerességet és fegyelmet. A hadseregben gyakran érte kritika amiatt, hogy nem ismert határokat a rend betartatásakor; katonái közül sokan túlságosan is keménynek és könyörtelennek tartották. Poroszos rendszeretete elsősorban édesapjától eredt, az uralkodó ugyanis rajongott a német állam katonai mivoltáért és az ott uralkodó vasfegyelemért, melyet még saját családja körébe is megkísérelt átültetni.

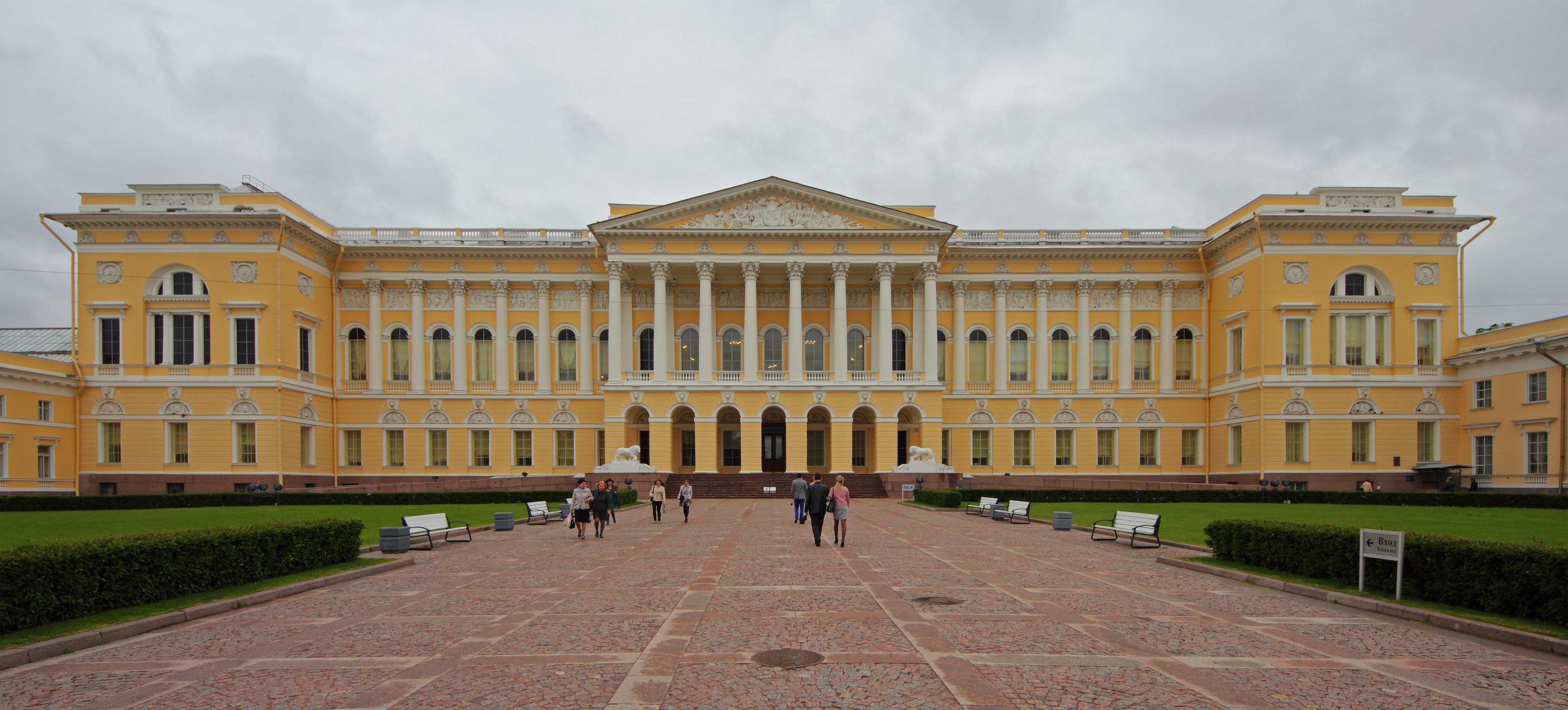
A Régi Mihajlovszkij-palota

Mint az uralkodó legkisebb fia, Mihail Pavlovics születésétől fogva katonai pályára volt szánva. Katonai tiszti rangot még csecsemőként kapott édesapjától; a hadseregbe viszonylag fiatalon, tizenhat évesen lépett be ténylegesen is. 1820 novemberében az ő védőszárnyai alatt nyitotta meg kapuit a Tüzérségi Iskola a fővárosban. 1825 decemberében részt vett a szentpétervári felkelés leverésében: a lázadók Konsztantyin Pavlovics nagyherceget akarták trónra ültetni, a korona ellenben I. Miklós cárra szállt. 1828–1829-ben harcolt az orosz–török háborúban, ahol is magas kitüntetéseket szerzett. 1825 decemberében a nagyherceg kézbesítette idősebbik bátyja trónról való lemondó nyilatkozatát fiatalabbik fivérének; az üzenettel azonban későn érkezett meg az orosz fővárosba, így a katonák I. Miklós helyett Konsztantyin Pavlovicsra esküdtek fel. 1830–1831-ben a lengyelországi felkelés leverésében segédkezett bátyjának, Konsztantyin Pavlovics lengyelországi helytartónak; varsói szerepléséért a lázadás elfojtását követően főhadsegédi pozícióba emelkedett. Lengyelországi kiküldetése után visszatért szülőföldjére, ahol utóbb Carszkoje Szelóban bízták meg a testőrök kiképzésével és felügyelésévél. Az aktív szolgálatot a testőrök és egy gránátos ezred vezéreként fejezte be.
Mihail nagyherceg sosem törekedett politikai befolyásra, a kormányzásból teljesen kivonta magát. Ennek ellenére rangjára való tekintettel 1825-től kezdve tagja volt az Államtanácsnak, 1834-től fogva pedig szenátori posztot kapott. 1832-ben a Katonai Akadémia tiszteletbeli elnökévé választották. Mihail Pavlovics 1819-ben belefogott egy palota felépítésébe, ez lett a szentpétervári Mihajlovszkij-palota, amely ma az Orosz Múzeumnak ad otthont. A palotát Carlo Rossi tervezte neoklasszikus stílusban, és 1825-re készült el. Mihail Pavlovics halálát követően a palotát átkeresztelték a „Jelena Pavlovna-palota” névre, így tisztelegvén felesége előtt; ám a köztudatban továbbra is eredeti nevén élt. Később, miután Mihail Nyikolajevics nagyherceg 1861-ben felhúzatott egy másik palotát, amely szintén a Mihajlovszkij-palota nevet viselte, Mihail Pavlovics nagyherceg otthona a Régi Mihajlovszkij-palota nevet kapta.

### Házassága és gyermekei

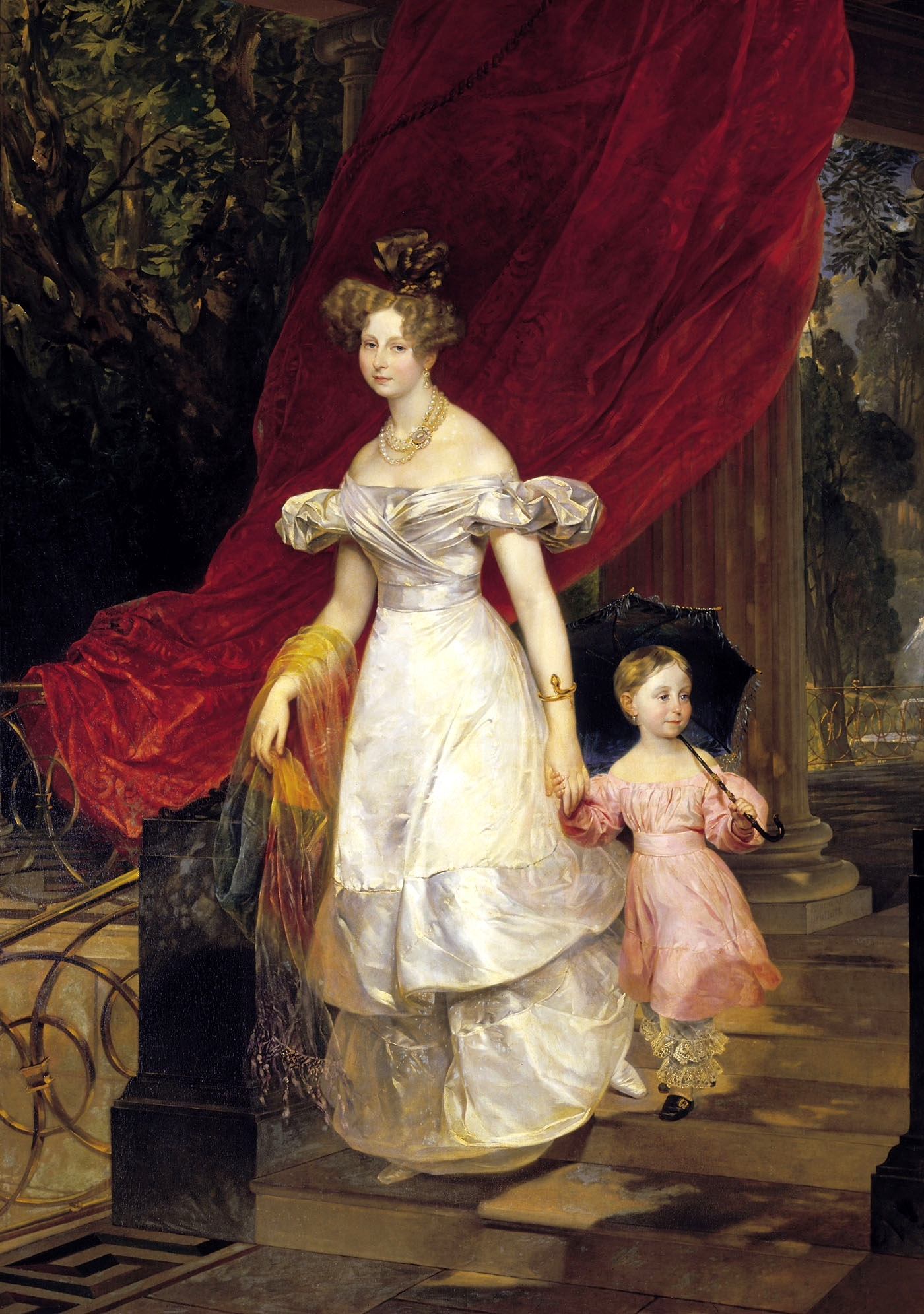
Jelena Pavlovna nagyhercegné legidősebb leányával, Marija Mihajlovnával (Brjullov, 1930)

A nagyherceget 1822-ben eljegyezték Friderika Sarolta württembergi hercegnővel. Az eljegyzésben a politika és a nagyherceg édesanyjának kívánsága kapott döntő szerepet, Sarolta hercegnőnek és Mihail Pavlovicsnak semmi beleszólása nem volt az ügybe. 1823-ban találkoztak először az orosz határon: sem a hercegnőben, sem a nagyhercegben nem ébredt vonzalom jövendőbelije iránt. A házasságot I. Sándor cár hanyatló egészsége és betegeskedése miatt Marija Fjodorovna anyacárné nagyon sürgette; az esküvőt így 1824. február 19-én tartották a fővárosban szerény, visszafogott keretek között, jóformán szűk családi körben. Sarolta hercegnő a cári család elvárásainak megfelelően áttért az ortodox hitre, és felvette a „Jelena Pavlovna” nevet.
A házaspárnak öt gyermeke született, noha közülük csak három érte meg a felnőttkort:
- Marija Mihajlovna nagyhercegnő (Moszkva, 1825. március 9. – Bécs, 1846. november 19.), nem házasodott meg, és gyermektelenül halt meg
- Jelizaveta Mihajlovna nagyhercegnő (1826. május 26. – 1845. január 28.), házassága révén Nassau hercegnéje
- Jekatyerina Mihajlovna nagyhercegnő (1827. augusztus 28. – 1894. május 12.), házassága révén mecklenburg–strelitzi hercegné
- Alekszandra Mihajlovna nagyhercegnő[7] (Moszkva, 1831. január 28. – Moszkva, 1832. március 27.), kisgyermekként elhalálozott
- Anna Mihajlovna nagyhercegnő (Moszkva, 1834. október 27. – Szentpétervár, 1836. március 22.), kisgyermekként elhalálozott.

Mihail nagyherceg és felesége kapcsolata a sok gyermek ellenére rossz volt, házasságuk korán zátonyra futott: „Jelena nagyszámú gyermeket hozott a világra, ám amiért mindegyikük lány volt, férje érzéketlen közömbösséggel viseltetett az asszony iránt.” A házastársak között érdeklődésben is nagy különbség jelentkezett; Jelena Pavlovna művelt, intelligens asszonyként politizálni kívánt, míg Mihail Pavlovics a hadseregnek szentelte egész életét. Jelena Pavlovna nagyhercegné el akarta hagyni a férjét és Oroszországot, de a cári család ebbe nem egyezett be. A nagyhercegné férje mellett maradt, helyzete viszont javulni kezdett, aktívan támogatta II. Sándor cár reformkísérleteit és az orosz művészeteket.

### Halála és emlékezete
Ahogy idősödött, úgy romlott a nagyherceg egészségi állapota. Orvosai tanácsait azonban nem hallgatta meg, bár a karlsbadi gyógyfürdőbe ellátogatott. 1845 januárjában súlyos csapásként élte meg második leánya, Jelizaveta Mihajlovna korai halálát. Legidősebb leánya, Marija Mihajlovna a nagyherceg karjai között halt meg egy évvel később Bécsben. A sorozatos katasztrófák kikezdték Mihail Pavlovics egészségét. Visszatért Oroszországba, de állapota egyre csak romlott, több ízben is vér ömlött az orrából. 1849 júliusában betegeskedése ellenére a lengyel fővárosba utazott, minthogy odavezényelték a gránátos ezredeket. Augusztus 21-én egy seregszemle alatt rosszul lett. A doktorok több mint két héten át küzdöttek az életéért, de nem lehetett megmenteni. Halálos ágyánál jelen volt felesége és egyetlen életben maradt gyermeke, Jekatyerina Mihajlovna nagyhercegnő.
Mihail nagyherceg testét hazaszállították Szentpétervárra. A Petropavlovszk katedrálisban ravatalozták fel; a hadseregnél három hónapos gyászt rendeltek el. 1907 júliusában Peterhofban monumentális katonai emlékművet szenteltek II. Sándor cárnak és Mihail Pavlovics nagyhercegnek. Az emlékművet a bolsevikok hatalomra kerülése után megsemmisítették. Mihail Pavlovics nagyherceg egyenes ági leszármazottja György Borwin mecklenburgi herceg ma a Mecklenburgi-ház feje és Mecklenburg-Strelitz trónjának követelője.